# 英語と遊ぼう
『英語と遊ぼう』（えいごとあそぼう）は、ディズニーが発売した幼児向けの英語学習用ビデオであり、ディズニー作品の映像や歌を見て聴いて自然に体になじませていくことを目的としている。全8巻。

## 作品内容
1. オープニング
2. 進行役の登場
3. 第1話
4. 第1話おさらいの歌
5. 第2話
6. 第2話おさらいの歌
7. エンディング

### オープニング
オープニング曲：「英語と遊ぼう」
歌の途中に「Hello」「How are you」「Very well」「See you soon」といった簡単な挨拶が入る。

### 進行
ディズニーのテレビシリーズに新たな吹替をつけて進行に合うようにしている。
短編アニメーションの途中に度々登場し、司会のような役割を果たしている。

### 短編アニメーション
ディズニークラシック短編集で放送中の作品が毎回1本に2話収録されている。

### 歌
ディズニーのオリジナル・ソングが日本語で収録されている。歌の途中に短編アニメーションで習った英単語が字幕付きで登場する。

### エンディング
オープニング曲「英語と遊ぼう」がオリジナル・カラオケで収録されている。

## バックナンバー

### 進行役
1. からだとふく ジミニー・クリケット、ルードヴィヒ・フォン・ドレイク
2. かぞくとたべもの ジミニー・クリケット、ルードヴィヒ・フォン・ドレイク
3. まちといえ アリエル、セバスチャン、フランダー
4. しぜんとどうぶつ ティモンとプンバァ
5. きゅうじつとおてんき プー、ピグレット、ティガー
6. りょこうとのりもの アラジン、ジーニー、アブー、イアーゴ
7. がっこうとはんたいご グーフィー、マックス
8. たんじょうびときもち プー、ピグレット、ティガー

### 収録作品
1. ミッキーの巨人退治、猛打者ケーシー登場
2. みにくいあひるの子、食いしん坊がやってきた
3. 小さな家、グーフィーのノイローゼ
4. 小さなハイアワサ、小ぞうのエルマー
5. グーフィーの休日、飛行機ペドロ
6. ライオン都へ行く、ミッキーのドキドキ汽車旅行
7. グーフィーの先生はお人好し、ドナルドの夢遊病
8. プルートの誕生祝、帽子のジョニーとアリスの恋

## スタッフ
- 製作：ハリー・アレンズ
- 音楽：アンドリュー・ベリング
- 監修：マーガレット・フォン
- ナレーター：こはたあつこ